# Classifica intergiro (Giro d'Italia)

La maglia azzurra, dal 1989 al 2006 simbolo del primato nella classifica intergiro del Giro d'Italia, qui sulle spalle di Raffaele Illiano nell'edizione 2004.

La classifica intergiro del Giro d'Italia è una delle classifiche accessorie della corsa ciclistica a tappe italiana, dal 1989 al 2006 e nuovamente dal 2024. Il simbolo distintivo era la maglia azzurra.

## Storia
Tale classifica venne istituita per animare la corsa sin dalle prime battute di ciascuna tappa, con un traguardo volante, di solito posto intorno alla metà del percorso. Fino al 2005, la classifica era basata unicamente sui tempi di percorrenza, al netto degli abbuoni, mentre per l'ultima edizione si è adottato un metodo a punti che bilanciava la posizione all'Intergiro con quella al traguardo di tappa e in classifica generale. Per quest'ultima edizione la classifica prese il nome di Gran Combinata.
Il simbolo distintivo della classifica intergiro era la maglia azzurra, che a partire dall'edizione 2012 rappresenta invece la Classifica scalatori, precedentemente rappresentata dalla maglia verde. I plurivincitori sono Fabrizio Guidi con tre successi (1996, 1999 e 2000) e Massimo Strazzer con due (2001 e 2002).
La classifica veniva compilata assegnando ad ogni corridore lo stesso tempo del primo corridore al traguardo Intergiro di tappa assegnando però ai primi sei corridori degli abbuoni pari a 30" per il primo, 24" per il secondo, 18" per il terzo, 14" per il quarto, 9" per il quinto e 4" per il sesto. Per le tappe a cronometro ai primi sei corridori viene assegnato il tempo effettivo al traguardo intergiro di tappa mentre tutti gli altri corridori ricevono il tempo del settimo classificato. 
Dopo l'abolizione dell'Intergiro, al Giro d'Italia a partire dal 2006 è stata introdotta la classifica dei Traguardi Volanti, molto simile come funzionamento (benché a punti e non a tempo) ma priva di maglia distintiva.
La classifica viene ripristinata nel 2024 senza però avere la maglia di leader, con il traguardo intergiro che è il secondo dei tre traguardi volanti in programma nella tappa, dove la classifica non è più a tempi ma a punti, determinata dai piazzamenti nei vari traguardi intergiro.
Nell'edizione del 2025, l'Intergiro, denominato ufficialmente per motivi di sponsorizzazione Red Bull KM, subisce un cambiamento radicale che lo rende importante anche nell'ambito della classifica generale, infatti, in 19 delle 21 tappe dell’edizione numero 108, in programma dal 9 maggio al 1° giugno, un particolare chilometro del percorso, contraddistinto dalla brandizzazione Red Bull, sarà la “porta d’accesso” all’unico traguardo volante valido per la classifica generale: i primi tre che transiteranno dal gate di uscita del chilometro otterranno abbuoni, nell’ordine, da 6, 4 e 2 secondi. Inoltre, ogni giorno verranno attribuiti 15-8-5-3-1 punti ai primi cinque atleti che doppieranno il Red Bull KM, e al termine del Giro colui che si aggiudicherà questa classifica verrà premiato sul podio finale di Roma e si aggiudicherà un premio complessivo di 15000 euro; infine, chi taglierà per primo il traguardo giornalmente indosserà un dorsale azzurro da indossare la tappa successiva.

## Albo d'oro
| Anno    | Corridore                | Squadra                             | Punti/Tempo   | Altre classifiche  |
| ------- | ------------------------ | ----------------------------------- | ------------- | ------------------ |
| 1989    | Jure Pavlič              | Carrera Jeans-Vagabond              | 49h50'00"     | -                  |
| 1990    | Phil Anderson            | TVM                                 | 47h56'08"     | -                  |
| 1991    | Alberto Leanizbarrutia   | CLAS-Cajastur                       | 59h34'55"     | -                  |
| 1992    | Miguel Indurain          | Banesto                             | 57h38'08"     | Generale           |
| 1993    | Ján Svorada              | Lampre-Polti                        | 53h10'33"     | -                  |
| 1994    | Djamolidine Abdoujaparov | Team Polti                          | 62h00'39"     | Punti              |
| 1995    | Tony Rominger            | Mapei-GB                            | 56h04'21"     | Generale Punti     |
| 1996    | Fabrizio Guidi           | Scrigno-Blue Storm                  | 86            | Punti              |
| 1997    | Dmitrij Konyšev          | Roslotto-ZG Mobili                  | 59h36'45"     | -                  |
| 1998    | Gian Matteo Fagnini      | Saeco-Cannondale                    | 62h32'12"     | -                  |
| 1999    | Fabrizio Guidi           | Team Polti                          | 58h47'30"     | -                  |
| 2000    | Fabrizio Guidi           | La Française des Jeux               | 62h50'05"     | -                  |
| 2001    | Massimo Strazzer         | Mobilvetta Design-Formaggi Trentini | 51h27'14"     | Punti Combattività |
| 2002    | Massimo Strazzer         | Phonak Hearing Systems              | 55h05'46"     | Combattività       |
| 2003    | Magnus Bäckstedt         | Team Fakta                          | 50h20'37"     | -                  |
| 2004    | Raffaele Illiano         | Colombia-Selle Italia               | 49h38'14"     | -                  |
| 2005    | Stefano Zanini           | Quick Step-Innergetic               | 54h37'01"     | -                  |
| 2006    | Paolo Savoldelli         | Discovery Channel                   | 775           | -                  |
| 2007-23 | Non assegnata            | Non assegnata                       | Non assegnata | Non assegnata      |
| 2024    | Filippo Fiorelli         | VF Group-Bardiani CSF-Faizanè       | 59            | -                  |
| 2025    | Manuele Tarozzi          | VF Group-Bardiani CSF-Faizanè       | 45            | -                  |